# Massacre de la ligue Bodo
Le massacre de la ligue Bodo (en coréen : 보도연맹 사건) est l'exécution en masse, par la police et l'armée sud-coréennes, des communistes et de leurs sympathisants présumés en Corée du Sud pendant l'été 1950 au début de la guerre de Corée. Les estimations concernant le nombre de morts varient. Les historiens et les experts de la guerre de Corée estiment qu'entre 60 000 et 200 000 personnes ont été tuées,. D’après Kim Dong-Choon, un membre de la commission vérité et réconciliation (en) établie en 2005, au moins 100 000 personnes ont été exécutées. D'autres historiens pensent que jusqu'à 200 000 détenus politiques ont été tués à la mi-1950,. Pendant des décennies, la responsabilité de ces massacres a été faussement attribuée aux forces communistes.

## La ligue Bodo
Au moment où la guerre de Corée éclate, le gouvernement de Syngman Rhee avait emprisonné 30 000 communistes. De plus, 300 000 personnes suspectées d’être des sympathisants avaient été enrôlées dans un mouvement officiel de rééducation, la ligue Bodo (ou ligue nationale d’orientation et de réhabilitation),. Certains avaient été intégrés d’office pour remplir les quotas.

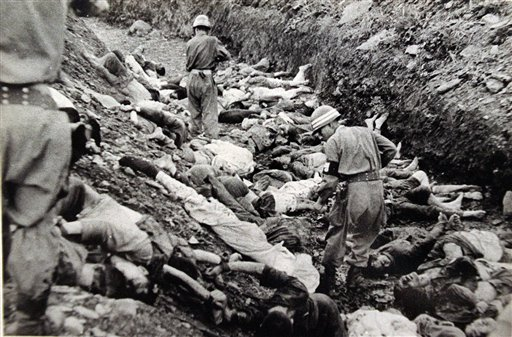
Des soldats sud-coréens marchant parmi les corps de prisonniers politiques. Photo du major Abbott.

## Exécutions

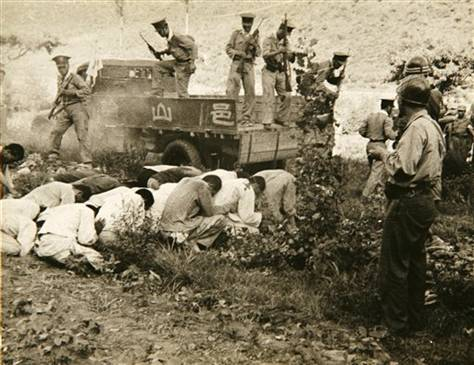
Exécution de prisonniers politiques à Daejeon en juillet 1950.

En juin 1950, la Corée du Nord envahit le Sud, déclenchant la guerre de Corée. D’après Kim Mansik, un officier supérieur de la police militaire, le président Syngman Rhee ordonne l’exécution des membres de la ligue Bodo et du Parti du travail de Corée du Sud le 27 juin,. Le premier massacre a lieu à Hoengseong, dans la province du Gangwon, le 28 juin,. Les forces sud-coréennes, aidées par des groupements anti-communistes, exécutent les prisonniers communistes et les membres de la ligue Bodo sans jugement.
Des documents officiels des États-Unis montrent que des officiers de ce pays ont été témoins de ces massacres et les ont photographiés. Dans un cas, un officier américain a cautionné l’exécution des prisonniers pour éviter qu’ils ne soient libérés par les troupes ennemies,. Néanmoins, John Muccio, l’ambassadeur des États-Unis, recommande au président et à son ministre de la Défense, Shin Sung-mo, de faire cesser les exécutions.

## La commission vérité et réconciliation
La découverte de fosses contenant les restes d’enfants et de sympathisants communistes en 2008 à Daejeon a ouvert un chapitre de l’histoire inconnu de la plupart des Sud-Coréens. La commission vérité et réconciliation de la Corée du Sud a recueilli les témoignages de survivants et de personnes ayant participé aux exécutions, dont celui de Lee Joon-young, le gardien de prison de Daejeon.
En plus des photographies des charniers, les archives nationales des États-Unis ont déclassé des photos prises par des soldats américains sur les sites d’exécutions, confirmant le fait que l’armée américaine était au courant. À cette époque, le général MacArthur qualifia les exécutions de « problème interne de la Corée du Sud » et n'intervint pas.